# میفع (یمن)
میفع روستایی در کوه پایهٔ (جبل مران)، در ناحیهٔ (بلاد خولان بن عامر)، در منطقهٔ صفا، از توابع استان صَعده در کشور یمن در شبه جزیره عربستان است.

## جمعیت
جمعیت آن ۳۵۱ نفر (۱۳ خانوار) می‌باشد.